# Partidul Acțiunii Naționale (Mexic)
Partidul Acțiunii Naționale din Mexic (în limba spaniolă, Partido Acción Nacional, acronim, PAN), este unul dintre cele trei partide politice majoritare din Mexic. Până în anul 2000 și, din nou, din 2012 Președintele Mexicului a fost membru al acestui partid politic. De asemenea, deși ambele camere ale Parlamentului mexican au pluralități de politicieni PAN, totuși Partidul Acțiunii Naționale nu are o majoritate în nici una din camere.
În cadrul alegerilor din anul 2006 partidul a câștigat 207 locuri din cele 500 de locuri din Camera Deputaților, respectiv 52 de locuri din cele 128 ale Senatului. În alegerile legislative din 2012, PAN a câștigat 38 de locuri din Senat și 114 locuri în Camera Deputaților.

### Secolul al 21-lea

State guvernate de PAN (în albastru)

## Președinți ai partidului
- Manuel Gómez Morín 1939 - 1949
- Juan Gutiérrez Lascuráin 1949 - 1956
- Alfonso Ituarte Servín 1956 - 1959
- José González Torres 1959 - 1962
- Adolfo Christlieb Ibarrola 1962 - 1968
- Ignacio Limón Maurer 1968 - 1969
- Manuel González Hinojosa 1969 - 1972
- José Ángel Conchelo Dávila 1972 - 1975
- Efraín González Morfín 1975 1
- Raúl González Schmall 1975 (interim)
- Manuel González Hinojosa 1975 - 1978
- Avel Vicencio Tovar 1978 - 1984
- Pablo Emilio Madero 1984 - 1987
- Luis H. Álvarez 1987 - 1993
- Carlos Castillo Peraza 1993 - 1996
- Felipe Calderón Hinojosa 1996 - 1999
- Luis Felipe Bravo Mena 1999 - 2005
- Manuel Espino Barrientos 2005 - 2007
- Germán Martínez Cázares 2007 - 2009
- César Nava Vázquez 2009 - 2010
- Gustavo Madero Muñoz 2010 - prezent

1.- Resigned to run for president 

## Candidați prezidențiali
| Anul alegerilor | Rezultate       | Nominalizat                 |
| --------------- | --------------- | --------------------------- |
| 1952            | pierdut         | Efraín González Luna        |
| 1958            | pierdut         | Luis H. Álvarez             |
| 1964            | pierdut         | José Luis González Torres   |
| 1970            | pierdut         | Efraín González Morfín      |
| 1976            | Niciun rezultat | Niciun candidat             |
| 1982            | pierdut         | Pablo Emilio Madero         |
| 1988            | pierdut         | Manuel J. Clouthier         |
| 1994            | pierdut         | Diego Fernández de Cevallos |
| 2000            | câștigat        | Vicente Fox Quesada         |
| 2006            | câștigat        | Felipe Calderón Hinojosa    |
| 2012            | pierdut         | Josefina Vázquez Mota       |